# 大众集团A平台
大众集团A平台是大众集团旗下多个品牌的紧凑型车和中型车共享的一款汽车平台。
该平台的原型基于大众高尔夫 Mk1，并同时适用于前驱和四驱。A级平台仅用于引擎前置且横置的车型。
基于该平台的车型常用第几代表示，如第一代高尔夫被称为“高尔夫 A1”。虽然通常“Mk*”（Mark的缩写）会用来替代表示“A*”，但这可能引起误导，例如尚酷Mk1和尚酷Mk2都是基于A1平台的。
在大众集团修订的平台命名系统中，"A4"平台即广为人所知的PQ34平台，而可能被称作A5平台的官方名称即PQ35平台。命名方式如下：
- P 表示乘用车（passenger car）平台
- Q 表示横置引擎（quer）
- 3 表示平台的大小或级别
- 5 表示第几代

## A1
A1平台车型（括号里为车型代号）
- 大众高尔夫（第一代）  (17)
- Cabriolet[錨點失效] (17)
- 大众捷达（第一代） (17)
- Volkswagen Caddy (皮卡) (14)
- 大众尚酷（第一代） (53)
- 大众尚酷（第二代） (53B)

## A2
A2平台车型（括号里为车型代号）:
- Volkswagen Corrado (53I)
- 大众高尔夫（第二代） (19E)
- 大众捷达（第二代） (19E)
- SEAT Toledo Mk1 (1L)
- Chery A11 与 A15
- Vortex Corda

## A3
A3平台车型（括号里为车型代号）
- 大众高尔夫（第三代）/Cabrio (1H/1E)
- 大众捷达（第三代） (1H)

用于大众Polo（6N）及西亚特Ibiza（6K）的A03平台也是基于A3平台的。

## A4（PQ34）
A4平台车型（括号里为车型代号）:
- 奥迪A3（第一代） (8L)
- 奥迪TT（第一代） (8N)
- 大众高尔夫（第四代） (1J)
- 大众捷达（第四代，宝来，Bora） (1J)
- 大众朗逸（第一代）
- 大众新甲壳虫 (1C/1Y/9C)
- SEAT León Mk1 (1M)
- SEAT Toledo Mk2 (1M)
- 斯柯达明锐（第一代） (1U)

## A5（PQ35）/A6（PQ46）
PQ35平台使用前麦弗逊悬吊和后四连杆悬架结构。这是在所有A级平台车型中第一次出现四轮獨立懸吊系統。该平台在B级车中还有一个衍生版本即PQ46。
PQ35用于紧凑尺寸的车辆，并衍生出一个放大版本的中型车辆底盘PQ46，用于大众帕萨特等车型。一个常见的误解是，PQ46一代帕萨特是基于“B6”（PL46）平台。然而，这种横置引擎的帕萨特与使用纵置引擎的“B6”奥迪A4没有什么共同之处。

当前和预计使用PQ35平台的车型:
| 品牌   | 车型       | 年份      | 车型代号 |
| ------ | ---------- | --------- | -------- |
| 大众   | 尚酷       | 2008–2017 | 13       |
| 大众   | 速腾       | 2011-2019 | 16       |
| 大众   | Eos        |           | 1F       |
| 大众   | 高尔夫MK5  | 2003-2009 | 1K       |
| 大众   | 捷达       | 2005-2018 | 1K       |
| SEAT   | León Mk2   |           | 1P       |
| 大众   | 途安       | 2003-2015 | 1T       |
| 斯柯达 | 明锐       | 2004-2013 | 1Z       |
| 大众   | Caddy      |           | 2K       |
| 大众   | 高尔夫     | 2009-2012 | 5K       |
| 斯柯达 | 野帝       |           | 5L       |
| 大众   | Golf Plus  |           | 5M       |
| 大众   | 途观       |           | 5N       |
| 大众   | 甲壳虫     | 2012-     |          |
| SEAT   | Altea      |           | 5P       |
| SEAT   | Toledo Mk3 |           | 5P       |
| 奥迪   | TT         | 2006-2014 | 8J       |
| 奥迪   | A3         | 2003-2012 | 8P       |
| 奥迪   | Q3         |           | 8U       |